# 皮加姆
皮加姆（法語：Pitgam，法語發音：[piɡam]）是法国上法蘭西大區北部省的一个市镇，属于敦刻尔克区。

## 地理
皮加姆（50°55'41"N, 2°19'50"E）面积23.37 平方千米，位于法国上法蘭西大區北部省，该省份为法国最北部的省份及最长的省份，西北濒北海，西接加来海峡省，南至埃纳省和索姆省，东与比利时接壤。
与皮加姆接壤的市镇（或旧市镇、城区）包括：阿姆布茨卡佩勒、斯皮凯尔、斯泰讷、泽盖尔斯卡佩勒、布鲁凯尔克、克罗克特、德兰卡姆、埃兰盖姆、洛贝格。

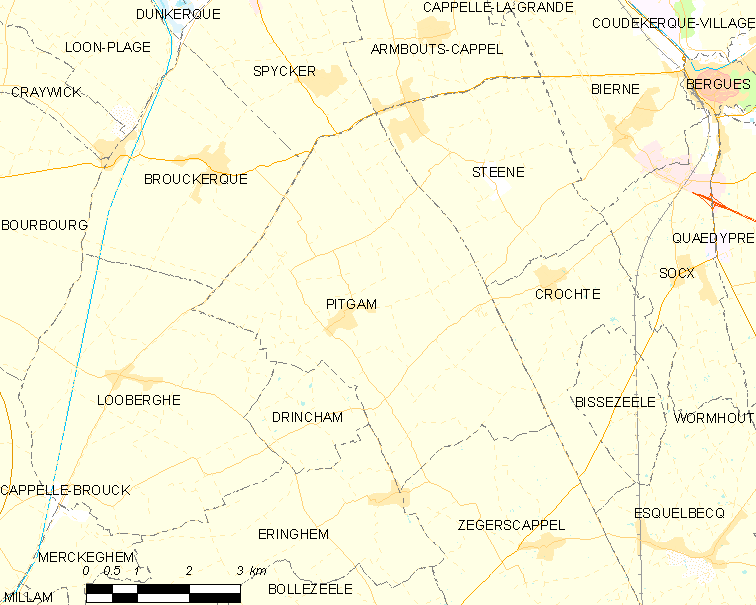
皮加姆的OSM定位图

皮加姆的时区为UTC+01:00、UTC+02:00（夏令时）。

## 行政
皮加姆的邮政编码为59284，INSEE市镇编码为59463。

## 政治
皮加姆所属的省级选区为大桑特县。

## 人口

1962-2008年间皮加姆人口变化图示

皮加姆于2022年1月1日时的人口数量为992人。